# Mártires de Uganda

Los mártires de Uganda son un grupo de mártires cristianos (23 anglicanos y 22 católicos) del reino histórico de Buganda, ahora parte de Uganda, que fueron ejecutados entre 31 de enero de 1885 y el 27 de enero de 1887 por orden del kabaka Mwanga II en el contexto del reparto de África. 

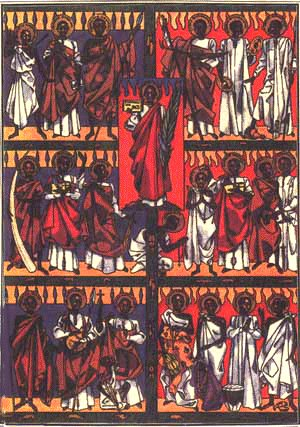
Mártires de Uganda

## Beatificación y Canonización
El 1920, el 6 de junio, Benedicto XV los proclamó beatos.En 1964, el 18 de octubre, Pablo VI canonizó al grupo de mártires de Buganda, en la basílica de San Pedro en Roma.
La Iglesia católica conmemora su festividad el 3 de junio.

## El Legado
En 1934, Pío XI nombró a Carlos Lwanga "Patrono de la juventud del África cristiana". Posteriormente se construyó en el lugar del martirio el Santuario de Namugongo, con 22 pilares que representan a los 22 mártires católicos. En 1969 Pablo VI fue a consagra el altar mayor del Santuario. El 3 de junio es la fecha que se recuerda el martirio tanto de anglicanos como católicos.

## Mártires de Uganda: Héroes de la Fe en Buganda
Un grupo de 22 sirvientes y funcionarios en Buganda (actual Uganda) fue martirizado entre 1885 y 1887 durante el reinado de Mwanga II por convertirse al cristianismo. Carlos Lwanga, figura destacada entre ellos, alentó a otros jóvenes a perseverar en la fe pese a la persecución. Estos mártires, canonizados por el Papa Pablo VI en 1964, incluyen jóvenes de diversas edades, algunos de los cuales fueron quemados vivos o ejecutados por negarse a renunciar a su fe. Mártires de Uganda: Héroes de la Fe en Buganda